# Левиафан (трилогия)
Цикл книг «Левиафан» Скотта Вестерфельда — трилогия романов, повествующая об альтернативном ходе истории, включая Первую Мировую Войну. Автор создаёт другой мир, где в ходе научно-технического прогресса, люди разделились на две группы, недолюбливающие друг друга. Этот цикл является ярким примером фантастического романа, написанного в стиле стимпанк.

## Книги
1. Левиафан
2. Бегемот
3. Голиаф

## Мир книги
В ходе развития, люди разделились мнениями о машинах и механизмах. Одни стали против этого, встав на сторону природы и живых существ. Автор называет их «Дарвинистами» — они создаю сложные экосистемы, используемые в качестве транспорта.
Другие, «жестянщики», активно развивают технику, активно строя различные машины, которые могут не только ездить, но и ходить. На таких машинах они способны передвигаться и патрулировать свои города, но такие машины требуют постоянного ухода и ремонта, также как и наличие топлива. Поэтому дарвинисты считают, что их ветка развития более экологична- ведь их корабли могут прокормить сами себя, при этом не загрязняя окружающую среду.